# Phasia punctata
Phasia punctata là một loài ruồi trong họ Tachinidae.